# Daimler-Benz DB 603
Il Daimler-Benz DB 603 era un motore aeronautico 12 cilindri a V rovesciata raffreddato a liquido, prodotto dall'azienda tedesca Daimler-Benz AG ed impiegato nel periodo durante la seconda guerra mondiale. Era frutto di un potenziamento del DB 601, che e sua volta era il risultato dello sviluppo del DB 600.
Il DB 603 equipaggiò un gran numero di aeroplani in dotazione principalmente alla Luftwaffe tra i quali il Do 217, Do 335, He 219, Me 410 e il Ta 152C.

## Uso automobilistico
È interessante notare che l'automobile da record di velocità Mercedes T80, progettata dall'ingegnere aeronautico Josef Mickl su incarico di Ferdinand Porsche e pilotata dal tedesco Hans Stuck, era motorizzata con il terzo prototipo del DB 603. Era alimentata con alcool puro e possedeva una potenza di quasi 4000 PS; abbastanza, si credeva, per portare la T80 fino a 800 km/h sull'autostrada di Dessau nel gennaio 1940 durante il RekordWoche (settimana dei record di velocità). Ma, a causa dello scoppio della guerra nel settembre 1939, il T80 (soprannominata Schwarz Vogel/uccello nero) non ha mai corso. Il motore di DB 603 venne rimosso dal veicolo per essere utilizzato su velivoli da caccia.

## Versioni

### Versioni di produzione
- DB 603A, testato alla quota di 5 700 m con carburante B4

Potenza (max): 1 750 PS (1 287 kW) a 2 700 giri/min al livello del mare
Potenza di combattimento: 1 580 PS (1 162 kW) a 2 500 giri/min al livello del mare
- DB 603AA, versione del DB 603A, testato alla quota di 7 300 m con carburante B4

Potenza (max): 1 670 PS (1 228 kW) a 2 700 giri/min al livello del mare
Potenza di combattimento: 1 580 PS (1 162 kW) a 2 500 giri/min al livello del mare
- DB 603E, testato alla quota di 7 000 m con carburante B4

Potenza (max): 1 800 PS (1 324 kW) a 2 700 giri/min al livello del mare
Potenza di combattimento: 1 575 PS (1 158 kW) a 2 500 giri/min al livello del mare

### Prototipi ed altre versioni
- DB 603D, un DB 603A con eliche controrotanti; produzione sconosciuta
- DB 603F, un DB con eliche controrotanti; produzione sconosciuta
- DB 603G (produzione cancellata)

Potenza (max): 1 397 kW (1 900 PS) a 2 700 giri/min al livello del mare
Potenza di combattimento: 1 147 kW (1 560 PS) a 2 700 giri/min al livello del mare
- DB 603L/LA (prototipo con compressore aggiuntivo a due stadi, carburante B4)

Potenza (max): 1 471 kW (2 000 PS)
- DB 603N (prototipo con compressore aggiuntivo a due stadi, carburante C3)

Potenza (max): 2 059 kW (2 800 PS) a 3 000 giri/min al livello del mare
Continua: 1 420 kW (1 930 PS) a 2 700 giri/min al livello del mare
- DB 603S (DB 603A alimentato con il turbocompressore sperimentale TK-11)

Potenza (max): ????
Dati forniti dal costruttore. Potenza (max) indica potenza in emergenza e al decollo (5-min), potenza di combattimento indica potenza di combattimento e di salita (30-min), continua indica senza limiti di tempo.

## Apparecchi utilizzatori
Germania
- Dornier Do 217
- Dornier Do 335 Pfeil
- Focke-Wulf Ta 152 C
- Heinkel He 219 Uhu
- Heinkel He 274
- Messerschmitt Me 410 Hornisse

 Italia
- Fiat G.56
- Reggiane Re.2006 (previsto)
- Macchi C.207 (previsto)

## Motori comparabili
Stati Uniti
- Packard V-1650

 Germania
- Junkers Jumo 213

 Francia
- Hispano-Suiza 12Y

 Regno Unito
- Rolls-Royce Griffon

 Unione Sovietica
- Klimov VK-107
- Mikulin AM-38